# Read Music/Speak Spanish
Read Music/Speak Spanish var det enda fullängdsalbumet som släpptes av indierockgruppen Desaparecidos med Conor Oberst i spetsen. Det gavs ut i februari 2002. I kontrast till det emotionellt intensiva men nedhållna ljudet i Bright Eyes är albumet hårdare, råare och mer oslipad.

## Låtlista
1. "Man and Wife, The Former (Financial Planning)" - 3:16
2. "Mañana" - 3:24
3. "Greater Omaha" - 4:14
4. "Man and Wife, The Latter (Damaged Goods)" - 3:39
5. "Mall of America" - 2:41
6. "The Happiest Place on Earth" - 3:02
7. "Survival of the Fittest/It's a Jungle Out There" - 2:56
8. "$$$$" - 5:10
9. "Hole in One" - 3:08